# ترافيس بدر
ترافيس بدر (بالإنجليزية: Travis Bader)‏ مواليد 2 يوليو 1991 في ميشيغان، هو لاعب كرة سلة أمريكي. بدأ مسيرته الاحترافية في سنة 2014. يلعب في الدوري الإيطالي لكرة السلة الدرجة الثانية. يبلغ طوله 6 قدم 5 بوصة (2.0 م). لعب مع أسفيل باسكت ونادي نبتونس لكرة السلة.

## روابط خارجية
- ترافيس بدر على موقع الدوري الأوروبي لكرة السلة (الإنجليزية)
- ترافيس بدر على موقع كرة السلة الأوروبية.كوم (الإنجليزية)
- ترافيس بدر على موقع كلية كرة السلة في سبورتس رفرنس.كوم (الإنجليزية)
- ترافيس بدر على موقع ريلجم (الإنجليزية)
- ترافيس بدر على موقع بروبوليرز (الإنجليزية)
- ترافيس بدر على موقع سبورتس رفرنس (الإنجليزية)
- ترافيس بدر على موقع سبورتس رفرنس (الإنجليزية)